# Йохансон, Рональд
Рональд Джеффри Йохансон (англ. Ronald Geoffery Johanson; 3 сентября 1949, Мельбурн — 28 июня 2025) — австралийский кинорежиссёр и кинооператор, общественный деятель. Национальный президент Австралийского общества кинооператоров (ACS) с 2008 по 2022 год.

## Биография
Карьера Йохансона началась в 1965 году в компании Crawford Productions, где он работал посыльным. Позже стал ассистентом оператора на сериалах Homicide и Hunter. Работал на студии Fred Schepisi Film House и в Senior Films, где стал оператором-постановщиком телесериала Ryan.
Позднее снял сотни телевизионных рекламных роликов, музыкальных клипов и документальных фильмов. Был оператором на фильмах Final Cut, Freedom (реж. Скотт Хикс), а также снимал вторые юниты для The Mango Tree и The Odd Angry Shot.
В 1980 году основал студию Roly Poly Picture Co..

## Общественная деятельность
С 1992 года член ACS. Президент отделения в Квинсленде более 10 лет, вице-президент общества 5 лет. Национальный президент ACS в 2008—2022 гг. Сыграл ключевую роль в создании национального штаба ACS в 2010 году.
В 2021 году избран сопредседателем IMAGO — Международной федерации кинооператоров.

## Награды
- Медаль ордена Австралии (OAM) — 2014
- Специальная премия Kodak — 1999
- Включение в Зал славы ACS — 2004
- Премия Kinetone (Квинсленд) — 2004
- Зал славы рекламной индустрии Квинсленда — 2009
- Премия Byron Kennedy Award от AACTA — 2014

## Смерть
Рон Йохансон скончался 28 июня 2025 года после продолжительной болезни.